# 태풍 린다
태풍 린다 (LINDA)는 1997년 제26호 태풍이다. 이 태풍은 베트남에 엄청난 피해를 주었다.

## 피해
- 최소 3,123명 사망
- 피해총액 3억 8,500만 달러

| 국가   | 사망자  |
| ------ | ------- |
| 필리핀 | 2명     |
| 베트남 | 3,070명 |
| 태국   | 42명    |
| 기타   | 8명     |
| 총     | 3,123명 |

## 같이 보기
- 1997년 태풍